# 阿拉賈

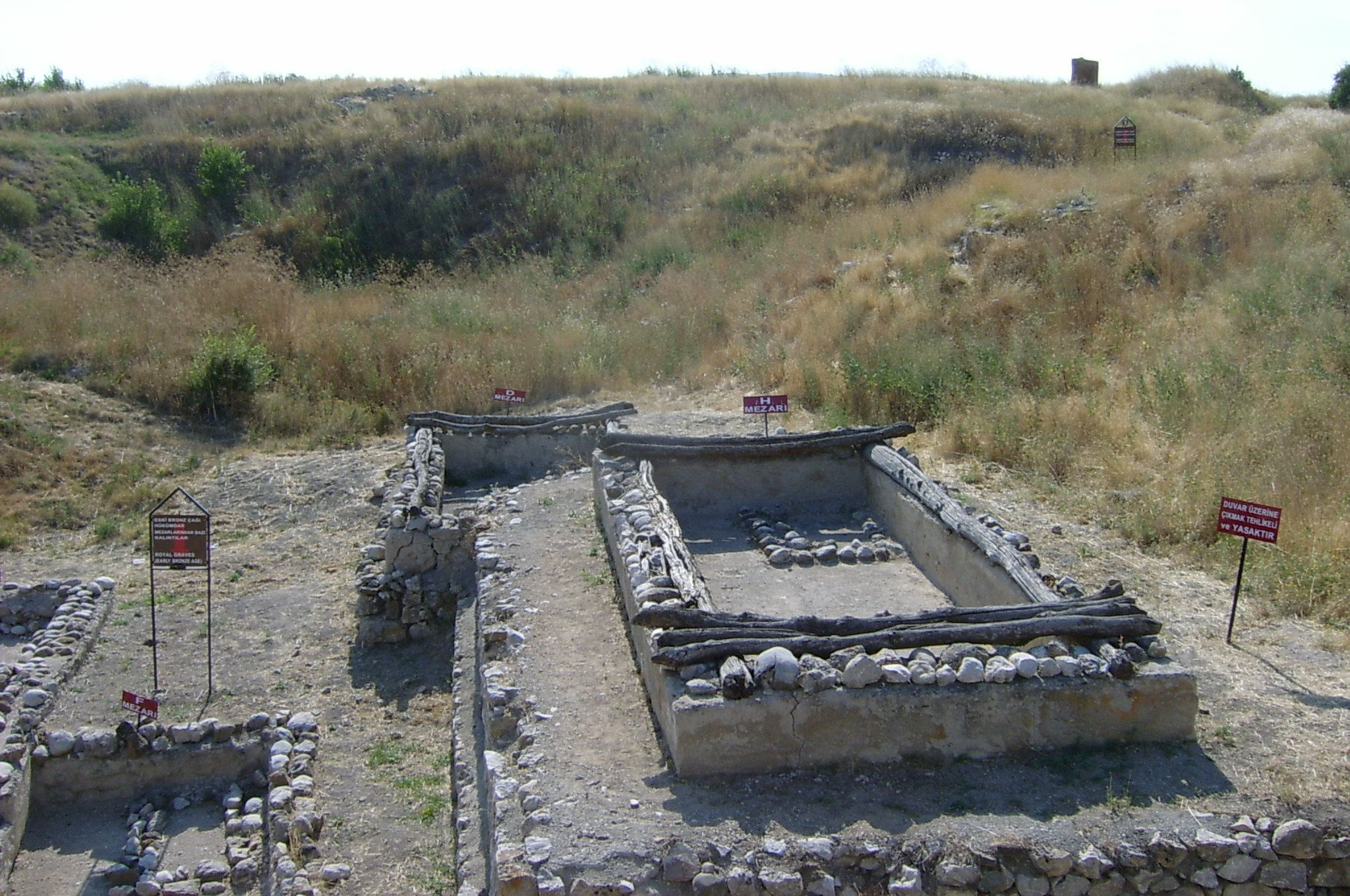

阿拉賈是土耳其的城鎮，由喬魯姆省負責管轄，位於該國北部，距離首府喬魯姆52公里，面積1,375平方公里，該鎮有赫梯時期的人類聚居地，2011年人口21,685。

## 外部連結
- District governor's official website （页面存档备份，存于）
- District municipality's official website （页面存档备份，存于）
- AlacaNET.com - City Web Portal